# Вијачани Горњи
Вијачани Горњи су насељено мјесто у општини Челинац, Република Српска, БиХ. Село се проостире долином ријеке Укрине, у подножју планине Љубић. Према попису становништва из 1991. у насељу је живјело 544 становника. У Вијачанима Горњим 1994. године, на локалитету Црквиште, два километра од центра села, узводнопо ред потока Манастирице, пронађени су темељие Манастира Светог Архангела Михаила - Ступље. У центру села, поред школе, канцеларије Мјесне заједнице и споменика погинулим борцима Војске Републике Српсје, налази се црква посвећена Светој Тројици.

## Географија
Дио насеља се простире и на подручју општине Челинац, са административним именом Вијачани Горњи. Други дио села се простире на подручју општине Прњавор под административним именом Горњи Вијачани. Једно насеље са двије мјесне заједнице. Вијачани Горњи обухватају засеоке Пећине, Моксиће, Јанковиће и Јотиће.

## Становништво
| Демографија | Демографија | Демографија |
| Година      | Становника  | Становника  |
| ----------- | ----------- | ----------- |
| 1991.       | 544         |             |